# GHG-protokollet
GHG-protokollet (The GHG Protocol Corporate Accounting and Reporting Standard) är ett initiativ för global standardisering av utsläpp av växthusgaser för att företag ska kunna deklarera sin klimatpåverkan genom att mäta och redovisa sina egna utsläpp av växthusgaser. GHG-protokollet tillhandahåller ett flertal standarder för både privat och offentlig sektor, inklusive standarden för beräkning av företags klimatutsläpp. De relevanta gaserna, som beskrivs i Kyotoprotokollet den 11 december 1997, som implementerades den 16 februari 2005, är: koldioxid, fluorkolväten, metan, dikväveoxid, kvävetrifluorid, perfluorkolväten och svavelhexafluorid. GHG-protokollet skapades och drivs av World Resources Institute och World Business Council for Sustainable Development.

## Uppdelning av utsläpp
Företag rapporterar fossila växthusgasutsläpp uppdelat på tre scope. Biogena utsläpp av växthusgaser rapporteras separat utanför dessa scope. Scopen har definierats för att säkerställa att två eller fler företag inte redovisar samma utsläpp inom scope 1 eller scope 2. Genom att korrekt redovisa utsläpp som scope 1, scope 2 och scope 3 undviker företag dubbelräkning inom scope 1 och scope 2.

### Scope 1
Företag rapporterar växthusgasutsläpp från källor de äger eller kontrollerar som scope 1. Direkta växthusgasutsläpp är huvudsakligen ett resultat av följande typer av aktiviteter som företaget utför:
- Produktion av elektricitet, värme eller ånga. Dessa utsläpp uppstår från förbränning av bränslen i stationära källor, t.ex. pannor, ugnar, turbiner.
- Fysisk eller kemisk bearbetning. De flesta av dessa utsläpp härrör från tillverkning eller bearbetning av kemikalier och material, t.ex. cement, aluminium, adipinsyra, ammoniaktillverkning och avfallshantering.
- Transport av material, produkter, avfall och anställda. Dessa utsläpp uppstår från förbränning av bränslen i företagsägda eller kontrollerade mobila förbränningskällor (t.ex. lastbilar, tåg, fartyg, flygplan, bussar och bilar).
- Diffusa utsläpp. Dessa utsläpp uppstår från avsiktliga eller oavsiktliga utsläpp, t.ex. läckage från utrustning vid skarvar, tätningar, packningar och packboxar; metanutsläpp från kolgruvor och ventilering; utsläpp av fluorkolväten (HFC) vid användning av kyl- och luftkonditioneringsutrustning; samt metanläckage vid gastransport.

### Scope 2
Företag rapporterar utsläpp från produktionen av köpt elektricitet som förbrukas i företagets ägd eller kontrollerade utrustning eller verksamhet som scope 2. Scope 2-utsläpp är en särskild kategori av indirekta utsläpp. Redovisning av scope 2-utsläpp gör det möjligt för företag att bedöma risker och möjligheter kopplade till förändrade kostnader för elektricitet och växthusgasutsläpp.
Inom scope 2 behöver företaget välja allokeringsmetod, antingen platsbaserad eller marknadsbaserad. En platsbaserad metod speglar den genomsnittliga utsläppsintensiteten för elnät där energiförbrukningen sker (använder huvudsakligen data om nätets genomsnittliga utsläppsfaktorer, ofta på nationell nivå). En marknadsbaserad metod speglar utsläppen från elektricitet som företag medvetet har valt (eller frånvaron av ett val). Den här metoden innebär att företaget kan använda en lägre utsläppsfaktor om de tex har elavtal som specificerar förnybar energi.

### Scope 3
I scope 3 redovisar företaget sina indirekta utsläpp som uppstår uppströms eller nedströms i värdekedjan. Scope 3 är uppdelat i 15 kategorier, där företagen redovisar för alla utsläppskategorier som är relevanta för deras verksamhet. I praktiken innebär detta att många företag inte rapporterar utsläpp från alla kategorier. Anledningen att inte rapportera utsläpp i en kategori kan vara för att det inte finns några utsläpp där (exempelvis om ett företag inte hyr några tillgångar så rapporteras inte på kategori 8), eller att utsläppen är förhållandevis små (exempelvis utsläpp från avfall för tjänstebolag). En annan anledning att inte rapportera utsläpp kan vara att data är svårtillgänglig, vilket i så fall ska framgå tydligt i enlighet med principen om transparens. 
Kategorier i scope 3
1. Inköpta varor och tjänster
2. Kapitalvaror
3. Bränsle- och energirelaterade aktiviteter
4. Uppströms transport och distribution
5. Avfall genererat i verksamheten
6. Affärsresor
7. Anställdas pendling
8. Uppströms leasade tillgångar
9. Nedströms transport och distribution
10. Bearbetning av sålda produkter
11. Användning av sålda produkter
12. Slutbehandling av sålda produkter
13. Nedströms leasade tillgångar
14. Franchiser
15. Investeringar

### Biogena utsläpp
Biogena utsläpp är koldioxidutsläpp som uppstår från icke-fossila (sk. förnybara) källor, som exempelvis förbränning av biobränslen eller biprodukter vid pappersmassatillverkning. Dessa utsläpp separat från scope 1-3, eftersom de är aktiv del av kolets kretslopp.